# Kim Yŏng Il
Kim Yŏng Il (kor. 김영일, ur. 2 maja 1944) – polityk, premier Korei Północnej od 11 kwietnia 2007 do 7 czerwca 2010.

## Życiorys
Od 1960 do 1969 Kim Yŏng Il służył w Koreańskiej Armii Ludowej. Następnie ukończył studia na Uniwersytecie Transportu Wodnego w Rasŏn jako oficer nawigacji. Przez kolejne 14 lat pracował jako instruktor, a następnie wicedyrektor w biurze generalnym Ministerstwa Transportu Lądowego i Wodnego.
Od 1994 do 2007 zajmował stanowisko ministra transportu lądowego i wodnego. 11 kwietnia 2007 podczas sesji Najwyższego Zgromadzenia Ludowego (parlament) został mianowany szefem rządu.
7 czerwca 2010, w czasie dorocznej sesji Najwyższego Zgromadzenia Ludowego, jego następcą i nowym premierem został wybrany Ch’oe Yŏng Rim. Część z komentatorów jako powód wymiany szefa rządu wymieniała kłopoty i kryzys gospodarczy związany z rewaluacją i wymianą państwowej waluty – wona północnokoreańskiego – w grudniu 2009.